# Winden im Elztal
Winden im Elztal település Németországban, azon belül Baden-Württembergben. Lakosainak száma 2985 fő (2023. december 31.).

## Népesség
A település népessége az elmúlt években az alábbi módon változott:
| Lakosok száma | 2578 | 2872 | 2872 | 2842 | 2856 | 2985 |
|               | 1975 | 2017 | 2019 | 2021 | 2022 | 2023 |